# San Sebastián, San Bartolo Tutotepec
San Sebastián är en ort i Mexiko.   Den ligger i kommunen San Bartolo Tutotepec och delstaten Hidalgo, i den sydöstra delen av landet, 160 km nordost om huvudstaden Mexico City. San Sebastián ligger 773 meter över havet och antalet invånare är 276.
Terrängen runt San Sebastián är huvudsakligen kuperad, men åt sydväst är den bergig. Runt San Sebastián är det ganska tätbefolkat, med 52 invånare per kvadratkilometer. Närmaste större samhälle är Huehuetla, 12,9 km söder om San Sebastián. I omgivningarna runt San Sebastián växer i huvudsak städsegrön lövskog.